# Yxtaholms fritidsområde
Yxtaholms fritidsområde är en by i Mellösa socken i Flens kommun belägen cirka 3,5 km norr om Flen. År 1995 avgränsade SCB en småort här, men till nästa folkräkning år 2000 upphörde statusen som småort.